# Mobulu Futsal Uni Bern
Mobulu Futsal Uni Bern (kurz Mobulu, Eigenschreibweise Mobulu Futsal UNI Bern) ist ein Futsal-Verein aus der Stadt Bern. Die Vereinsfarben sind Bordeauxrot/Schwarz. Der Verein wurde am 24. August 2006 als Sportverein der Universität Bern gegründet und gehört zu den ältesten und mitgliederstärksten Futsal-Vereinen der Schweiz. Der Verein ist Mitglied des Fussballverbands Bern/Jura. Der Vereinsname geht auf den ehemaligen Profi-Fussballspieler Mobulu M’Futi zurück.

## Vereinsgeschichte
Die Geschichte des Vereins geht auf die alljährlichen Futsalturniere der Universität Bern zurück. Seit 2001 wurde hier eine Mannschaft unter dem Namen FC Mobulu M’Futi Sports gestellt. Seit 2005 nimmt das Team unter dem Namen Mobulu Futsal Uni Bern an die Schweizerischen Futsal-Hochschul-Meisterschaft teil. Mit der Aufnahme des verbandsmässig organisierten Ligabetriebs und der Gründung der Futsal-Meisterschaft durch den SFV im Jahr 2006 wurde auch die Unimannschaft institutionalisiert. Am 24. August 2006 erfolgten die offizielle Gründung des Vereins und die Aufnahme in den SFV-Regionalverband Bern/Jura unter dem heutigen Namen Mobulu Futsal Uni Bern. Im Jahr 2010 wurde der Spielbetrieb um die zweite Mannschaft ergänzt. Seither erfolgte ein stetiger Ausbau der Mannschaftsstruktur auf heute insgesamt 5 Teams.

## Teams
Die erste Herren-Mannschaft spielt seit der Gründung ununterbrochen in der höchsten Schweizer Futsal-Liga (Premier League). Die Mannschaft wurde in der Spielzeit 2014/2015 Schweizer Meister. Im Jahr 2015 war Mobulu Ausrichter und Teilnehmer des UEFA-Futsal-Cups. Die Heimspiele trägt die erste Herren-Mannschaft in der Halle des Zentrums Sport und Sportwissenschaft der Universität Bern in Bern-Neufeld aus.
Neben der ersten Herren-Mannschaft nehmen vier weitere Teams am Liga- bzw. Turnierbetrieb teil. Die 2. und die 3. Herrenmannschaft spielen in der Nationalliga B (Gruppe Bern/Jura). Die 4. Herrenmannschaft spielt in der 1. Liga (Gruppe Bern/Fribourg). Seit 2014 existiert ein Frauen-Futsal-Team. Da von Seiten des SFV noch kein Frauen-Futsal-Ligabetrieb angeboten wird, kann das Team bislang lediglich an Turnieren teilnehmen, darunter dem Futsal-Masters, welches im Jahr 2015 in Bern durchgeführt wurde.

## Vereinsorganisation
Die Vereinsführung liegt aktuell bei David Schneeberger (Präsident) und Alexander Lötscher (Vize-Präsident). Der Sportbetrieb ist in die Bereiche Leistungs- und Breitensport gegliedert und wird von Marc André Isler geleitet.